# Ruča
Ruča is een plaats in de gemeente Orle in de Kroatische provincie Zagreb. De plaats telt 274 inwoners (2001).